# 矢島道子
矢島 道子（やじま みちこ、1950年 - ）は、新潟県出身の古生物学者、科学史家、理学博士。日本地質学会理事、流形美術会事務局長などを務める。

## 略歴
- 1975年 東京大学理学部卒業
- 1981年 東京大学大学院理学研究科地質学専門課程博士課程修了
- 東京成徳大学中学校・高等学校教諭などを経て、現在、東京都立大学など非常勤講師

## 著作
- 『地球からの手紙』国際書院 1992年
- 『メアリー・アニングの冒険 恐竜学をひらいた女化石屋』朝日選書（吉川惣司との共著）2003年
- 『化石の記憶―古生物学の歴史をさかのぼる』東京大学出版会 2008年
- 『地質学者ナウマン伝―フォッサマグナに挑んだお雇い外国人』朝日選書 2019年